# Jean Urruty
Pour les articles homonymes, voir Urruty et Jean Urruty (homonymie).
Jean Urruty est un joueur français de pelote basque né le 22 octobre 1912 à Saint-Palais où il est mort le 16 août 2002,. 

## Biographie
Jean Urruty est champion de France à main nue junior à 17 ans, puis champion de France sénior à joko garbi, rebot, main nue et pasaka. Il remporte la coupe Wendel en 1930 et devient professionnel en 1932.
Il est nommé « Gloire du sport » en 1995.